# 38245 Маркоспонтес
38245 Маркоспонтес (38245 Marcospontes) — астероїд головного поясу, відкритий 12 серпня 1999 року.
Тіссеранів параметр щодо Юпітера — 3,284.